# Ken Ham

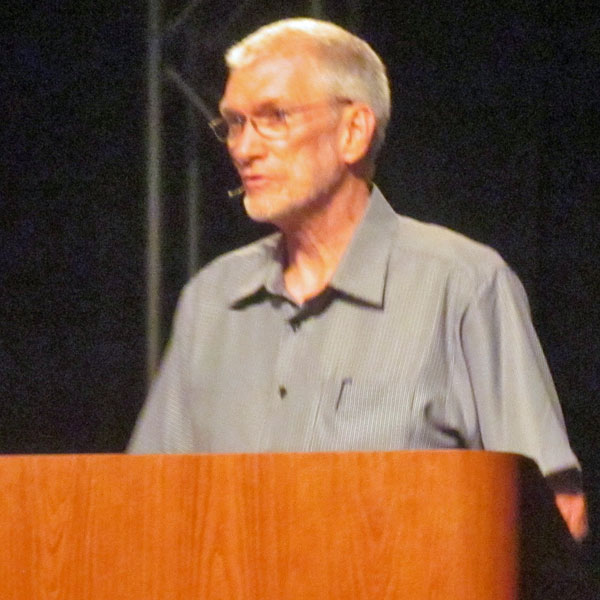
Ken Ham, outubro de 2014

Kenneth Alfred Ham (nascido em 20 de outubro de 1951) é um um empresário, criacionista e apologista cristão australiano, que representa importancia global na defesa do modelo da terra jovem; Ele vive nos Estados Unidos e é o fundador, CEO e ex-presidente da  Answers in Genesis (AiG), uma organização apologética criacionista que opera o Museu da Criação e o Ark Encounter.
Ham defende o literalismo bíblico, aceitando a narrativa da criação do Livro do Gênesis como um fato histórico, defende que nosso universo, a luz e a Terra foram criados prontos e juntos há aproximadamente 6.000 anos  e se fudamenta em milhares de artigos científicos  publicados (sendo a maioria em revistas confessionais do movimento do design inteligente e criacionistas) , que defendem em uníssono que os métodos de datação,  ao confiarem na constância de decaimento estão em erro, contrariando assim o consenso científico de que a Idade da Terra  tenha cerca de 4,5 bilhões de anos e o o universo tenha cerca de 13,8 bilhões de anos.

## Vida acadêmica
Ham nasceu em 20 de outubro de 1951 em Cairns, Queensland.  Seu pai, Mervyn, foi um educador cristão que serviu como diretor de várias escolas em Queensland. Ham é bacharel em ciências aplicadas (com ênfase em biologia ambiental) pelo Instituto de Tecnologia de Queensland e o décimo diploma em educação pela Universidade de Queensland. Enquanto estava na universidade, ele foi influenciado pelo livro de John C. Whitcomb e Henry M. Morris, de 1961, The Genesis Flood . Após a formatura em 1975, Ham começou a ensinar ciências em uma escola secundária em Dalby, Queensland. Ham foi contemplado por 6 títulos honorários de seis faculdades cristãs:Temple Baptist College (1997),Liberty University (2004), Tennessee Temple University (2010 ), Mid-Continent University (2012), Bryan College (2017), e Mid-America Baptist Seminário Teológico (2018).

## Atividades
Em 1977, Ham começou a lecionar em uma escola secundária em Brisbane, onde conheceu John Mackay, outro professor que acreditava no criacionismo da jovem Terra. De acordo com Susan e William Trollinger, Ham ficou "chocado com o fato de que alguns de seus alunos presumiram que seus livros que ensinavam ciência evolucionária provaram que a Bíblia era falsa" e disse que a experiência "pôs 'fogo em meus ossos' ao perceber a influência que o pensamento evolucionista estava tendo sobre os alunos e o público como um todo. Em 1979, ele renunciou ao cargo de professor e, com sua esposa, fundou a Creation Science Supplies e a Creation Science Educational Media Services, que fornecia recursos para o ensino do criacionismo nas escolas públicas de Queensland, prática permitida na época. Em 1980, os Hams e Mackay fundiram as duas associações com a Carl Wieland's Creation Science Association para formar a Creation Fundação Científica (CSF).

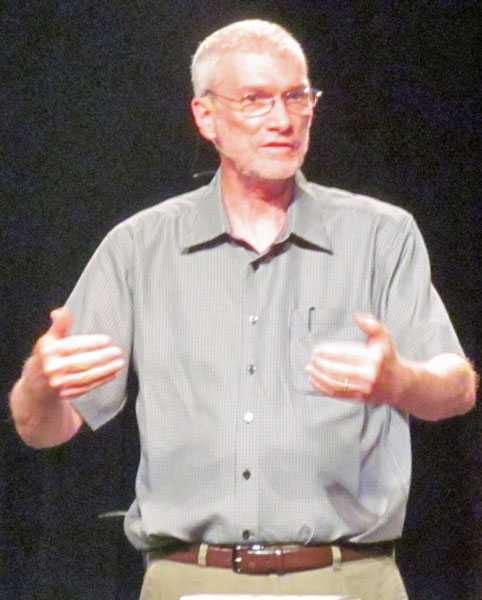
Museu Ham falando no Criação em 2014

Com a expansão do trabalho do CSF, Ham mudou-se para os Estados Unidos em janeiro de 1987 para participar de turnês de palestras com outra organização criacionista da Terra Jovem, o Institute for Creation Research (ICR). Sua série de palestras "De volta ao Gênesis" enfocou três temas principais — que a teoria evolucionária  levou à decadência cultural, que uma leitura literal dos primeiros onze capítulos do Livro do Gênesis continha a verdadeira origem do universo e um padrão para a sociedade e que os cristãos devem se engajar em uma guerra cultural contra o ateísmo e o humanismo que buscam se fundamentar no darwinismo. Com sua geração crescendo nos Estados Unidos, Ham deixou o ICR em 1994 e, com os colegas Mark Looy e Mike Zovath, fundou Creation Science Ministries com a ajuda do que agora é Creation Ministries International (Austrália). Em 1997, uma organização de Ham mudou seu nome para Answers in Genesis.
Desde o momento em que a AiG foi fundada, Ham planejou abrir um museu e centro de treinamento perto de sua sede em Florence, Kentucky, dizendo a um entrevistador da Australian Broadcasting Corporation em 2007:"A Austrália não é realmente o lugar para construir tal instalação se você para alcançar o mundo. Realmente, a América é." Em uma entrevista separada com Paul Sheehan do  The Sydney Morning Herald , Ham explicou:"Um dos principais motivos pelos quais [AiG] se mudou [para Floren ça] foi porque estamos a hora de v ôo de 69% da população da América. " O 60,000 sq ft (5,600 m2) museu, localizado em Petersburg, Kentucky, { {Cvt|4|mi|km}} oeste do Aeroporto Internacional de Cincinnati / Northern Kentucky, inaugurado em 27 de maio de 2007.
Em fevereiro de 2018, Ham foi retirado da University of Central Oklahoma, onde deveria falar, depois que um grupo de estudantes LGBTQ se opôs. Mais tarde na quele mês, UCO convidou Ham novamente para falar, e Ham falou em 5 de março como planejado.

## Disputas com CMI e GHC
No final de 2005, a Confederação AiG desmoronou devido a um desacordo entre Ham e Carl Wieland sobre as "diferenças de filosofia e operação". Esse desacordo levou a um reter reforçado a liderança das filiais do Reino Unido e da América, enquanto Wieland atuou como diretor administrativo da filial australiana e dos escritórios menores no Canadá, Nova Zelândia e África do Sul. Essa divisão em dois grupos levou a filial australiana a renomear para Creation Ministries International (CMI). O AiG permaneceu com Ham e continuou a expandir sua equipe e a trabalhar em estreita colaboração com o Institute for Creation Research (ICR). O paleontólogo de Harvard, especialista em estatística fóssil, com doutorado orientado por Stephen Jay Gould, pai do pontualismo, Dr. Patrick Kurt Wise, foi recrutado por Ham como consultor para ajudar nas fases finais do projeto do museu.
Em maio de 2007, Creation Ministries International (CMI) moveu um processo contra Ham e AiG na Suprema Corte de Queensland buscando indenização e acusando de conduta enganosa em suas atividades com uma organização australiana. Os membros do grupo expressaram "preocupação com o domínio do Sr. Ham sobre os grupos, a quantidade de dinheiro que está sendo gasta com seus colegas executivos e uma mudança da entrega da mensagem criacionista para o levantamento de doações" Presunto foi acusado de tentar levar o ministério australiano à falência. De acordo com o site do CMI, esta disputa foi resolvida amigavelmente em abril de 2009. Em 2008, Ham apareceu na comédia-documentário de Bill Maher  , Religioso . A AiG criticou o filme pelo que chamou de "desonestidade de Maher no ano passado ao obter acesso ao Museu da Criação e ao presidente da AiG, Ken Ham ".
Em março de 2011, a Diretoria da Great Homeschool Conventions, Inc. (GHC) votou para afastar Ham e AiG futuras de convenções. O organizador da conferência, Brennan Dean, afirmou que Ham fez "declarações desnecessárias, ímpias e mesquinhas que são divisivas na melhor das hipóteses e difamatórias no pior". Dean anuncie ainda:"Acreditamos que os estudiosos cristãos devem ser ouvidos sem medo de ostracismo ou Argumentum ad hominem." O desinvitation ocorre que depois de Ham criticou Peter Enns da Fundação BioLogos, que defendeu uma interpretação simbólica, ao contrário de literal, da queda de Adão e Eva. Ham acusou Enns de abraçar "uma teologia liberal que abala totalmente a historicidade da Palavra de Deus".

## Debate Bill Nye-Ken Ham
Em fevereiro de 2014, Ham debateu com o engenheiro e educador científico americano Bill Nye (popularmente conhecido como "Bill Nye, o cara da ciência ") sobre se o criacionismo da Terra jovem é um modelo viável de origens na era científica contemporânea. Os padrões expressaram preocupação com o fato de que o debate deu uma aparência de legitimidade científica ao criação, ao mesmo tempo em que estimulou a arrecadação de fundos de Ham. Nye disse que o debate foi "uma oportunidade de expor o bem-intencionado Ken Ham e o apoio que ele recebe de seus como sendo ruim para o Kentucky, ruim para a educação científica , ruim para os Estados Unidos e, portanto, ruim para a humanidade ".
Ham disse que a publicidade gerada pelo debate pretende estimular a construção do parque temático Ark Encounter, que estava paralisado por falta de fundos. O Encontro da Arca foi inaugurado em 7 de julho de 2016, uma data (7/7) escolhida para corresponder a Gênesis 7:7, o versículo bíblico que ensaio Noé entrando na arca. No dia seguinte, Nye visitou o Ark Encontro, e ele e Ham tiveram um debate informal.

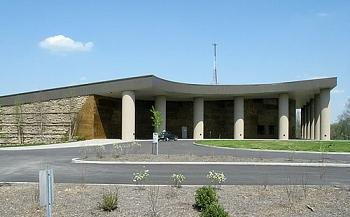
Museu da Criação em Petersburg, Kentucky

## Crenças
De acordo com Ham, ele foi inspirado por seu pai, também um criacionista da terra Jovem, a interpretar o Livro do Gênesis como "história literal" e pela primeira vez rejeitou o que chamou de "evolução das moléculas para o homem" durante o ensino médio. Como um criacionista da Terra jovem e inerrantista bíblico não extremado, Ham acredita que o Livro do Gênesis é um fato histórico. Ham acredita que a idade do Universo seja em torno de 6.000 anos e afirma que o dilúvio de Noé ocorreu há cerca de 4.400 anos em aproximadamente 2348 AC. por mais que existe ampla discussão entre especialistas, a maioria das medidas astrofísicas e datação radiométrica são aceitas pelo mundo acadêmico de que a idade do universo é de cerca de 13,8  bilhões de anos e a idade da Terra é cerca de 4,5 bilhões de anos. Argumentando que o conhecimento da evolução e do Big Bang impacto observação em vez de inferência, Ham insiste em investigação aos cientistas e educadores científicos a pergunta:"Você estava lá?" O arquivo Talk.origins responde que evidência da evolução "estava lá" e que o conhecimento serve para determinar o que ocorreu no passado e quando. "Você estava lá?" questões também invalidam o criacionismo como ciência — um argumento com o qual o próprio Ham concorda.

## Sexualidade
Ham acredita que aborto, casamento entre pessoas do mesmo sexo, homossexualidade e ser transgênero podem ser desde desvios da normalidade, aspectos genéticos (eunucos) e falta de produção de hormônios, traumas de infância, pecado e desejo de prazer inconsequente. Ele acredita que os cristãos devem "retomar o arco-íris", símbolo do término do diluvio e da promessa de Deus que não castigaria novamente a terra com tal inundação, do símbolo popular que o movimento LGBT assumindo ao querer expressar diversidade de núcleos e preferidos preferidos. Como condição para emprego no Ark Encounter, o AiG, conforme dirigido por Ham , de forma exagerada, precipitada e destruída até mesmo de muitos cristãos, exige que os trabalhadores assinem uma declaração de que considera uma homossexualidade um pecado.

## Outras crenças
Ham rejeita o consenso científico sobre as mudanças climáticas.

## Recepção e Impacto
Chris Mooney, da  revista Slate , acredita que a defesa de Ham da criação recente da Terra "minará a educação científica e a alfabetização científica dos Estados Unidos " Mas Andrew O'Hehir, do  Salon,  argumenta que uma "intelectualidade liberal" exagerou grosseiramente a influência de Ken Ham, enfatizando que aqueles que defendem pontos de vista semelhantes devido ao " êxtase religioso, que embora sem sentido, é poderoso de uma forma que a razão e a lógica não são ", e pondera que  Ham" representa um eleitorado marginalizado com pouco poder ".

## Vida pessoal
Ham é casado com Marylin Ham e o casal tem cinco filhos e dezesseis netos.

## Trabalho
- Ham, Ken (1987). A mentira:Evolução. Green Forest, Arkansas: Master Books. ISBN 9780890511589

- Ham, Ken (1999). Evangelismo da Criação para o Novo Milênio. Green Forest, Arkansas: Master Books. ISBN 9780890512470

- Ham, Ken; Batten, Don; Wieland, Carl (2000). Um Sangue:A Resposta Bíblica ao Racismo. Green Forest, Arkansas: Master Books. ISBN 9780890512760

- Ham, Ken (2002). Por que eles não ouvem?. Green Forest, Arkansas: Master Books. p. 15. 20 páginas. ISBN 9780890513781

- Ham, Ken (2007). Como poderia um Deus amoroso ...?. Green Forest, Arkansas: Master Books. ISBN 9780890515044

- Ham, Ken; Ware, Charles (2007). Plantação de Darwin:Raízes Racistas da Evolução. Green Forest, Arkansas: Master Books. ISBN 9780890514979

- Ham, Ken (2008). Criando Filhos Divinos em um Mundo Iníquo. Green Forest, Arkansas: Master Books. ISBN 9780890515426

- Ham, Ken; Beemer, Britt; Hillard, Todd (2009). Already Gone:Por que seus filhos sairão da igreja e o que você pode fazer para impedi-la. Green Forest, Arkansas: Master Books. ISBN 9780890515297

- Ham, Ken; Ware, Charles (2010). Uma raça, um sangue. Green Forest, Arkansas: Master Books. ISBN 9780890516010

- Ham, Ken; Hall, Greg; Hillard, Todd (2011). Already Compromised. Green Forest, Arkansas: Master Books. ISBN 9780890516072

- Ham, Ken (2013). Seis dias:a idade da terra e o declínio da Igreja. Green Forest, Arkansas: Master Books. ISBN 9780890517895

- Ham, Ken; Kinley, Jeff (2015). Pronto para retornar:Trazendo de volta a Geração Perdida da Igreja. Green Forest, Arkansas: Master Books. ISBN 9780890518366

- Ham, Ken; Hodge, Bodie (2016). Uma inundação de evidências:40 motivos pelos quais Noé e a arca ainda são importantes. Green Forest, Arkansas: Master Books. ISBN 9780890519783

- Ham, Ken (2018). Redefinição do Evangelho:Salvação Tornada Relevante. Green Forest, Arkansas: Master Books. ISBN 9781683441144

- Ham, Ken; Hodge, Bodie (2019). Casa de Vidro:Quebrando o Mito da Evolução. Green Forest, Arkansas: Master Books. ISBN 9781683441564